# Choi Byung-chan
Đây là một tên người Triều Tiên, họ là Choi.
Choi Byung-chan (tiếng Hàn: 최병찬; sinh ngày 12 tháng 11 năm 1997), còn được gọi là Byungchan, là nam ca sĩ và diễn viên người Hàn Quốc. Anh ra mắt với vai trò là thành viên của nhóm nhạc Hàn Quốc Victon vào năm 2016. Năm 2019, anh tham gia chương trình Produce X 101. Đến năm 2020, anh lần đầu tham gia diễn xuất trong bộ phim truyền hình Live On.

## Tiểu sử

### Giáo dục
- Trường trung học Jeonju Poongnam (전주풍남중학교) – Tốt nghiệp
- Bài kiểm tra năng lực tốt nghiệp trung học phổ thông (고등학교 졸업 학력 검정고시) – Đạt

## Sự nghiệp

### 2016–nay: Ra mắt cùng Victon
Năm 2014, Byung-chan cùng các thành viên của Victon là Heo Chan, Han Seung-woo, Kang Seung-sik trở thành thực tập sinh của A Cube Ent (sau này là Plan A Ent.). Năm 2016, anh được lựa chọn trở thành thành viên của nhóm nhạc nam mới, lúc này mang tên gọi "Plan A Boys" và quay chương trình truyền hình thực tế Me and 7 Men. Tháng 11, 2016, anh ra mắt cùng nhóm nhạc nam Victon. Sau khi rời chương trình thực tế Produce X 101, anh trở lại cùng Victon và tham gia quảng bá cho đĩa đơn Nostalgia.

### 2019–nay:Produce X 101, X1, hoạt động cá nhân
Năm 2019, Byung-chan và thành viên cùng nhóm Victon là Han Seung-woo tham gia chương trình truyền hình Produce X 101 . Ngày 11 tháng 7, anh rời khỏi chương trình vì bị tái phát viêm gân Achilles. Sau khi hồi phục, anh tham gia dẫn chương trình Banban Show của đài SBS MTV cùng với Jang Sung-kyu và thí sinh của Produce X 101 Song Yuvin.
Trong thời gian quảng bá đĩa đơn thứ 6 Continuous anh bị thoát vị đĩa đệm ở cổ nên tham gia biểu diễn một cách hạn chế.
Tháng 11, 2020, Byung-chanra mắt với vai trò diễn viên trong bộ phim truyền hình Live On. Anh nhận vai Kim Yoo-shin và nhận được nhiều lời khen vì diễn xuất của mình. Để quảng bá cho màn ra mắt diễn xuất của mình, anh đã xuất hiện trên tạp chí 1st Look.
Tháng 3, 2021, một thông cáo báo chí cho biết Byung-chan nhận vai trong bộ phim Luyến mộ, bộ phim cổ trang đầu tiên của anh. Tháng 8, 2021, có thông báo cho biết Byung-chan sẽ xuất hiện trong bộ phim Hẹn hò chốn công sở với vai Shin Ha-min, sẽ bắt đầu phát sóng vào tháng 2, 2022.

## Danh sách phim

### Phim truyền hình
| Năm  | Nhan đề             | Kênh | Vai diễn                 | Ghi chú   | Ng.    |
| ---- | ------------------- | ---- | ------------------------ | --------- | ------ |
| 2020 | Live On             | JTBC | Kim Yoo-shin             | Vai chính | [ 2 ]  |
| 2021 | Luyến mộ            | KBS2 | Kim Ga-on / Kang Eun-seo | Vai chính | [ 11 ] |
| 2022 | Hẹn hò chốn công sở | SBS  | Shin Ha-min              | Vai phụ   | [ 12 ] |

### Chương trình truyền hình
| Năm  | Tên chương trình | Kênh phát sóng | Vai trò     | Ghi chú    | Ng.    |
| ---- | ---------------- | -------------- | ----------- | ---------- | ------ |
| 2019 | Produce X 101    | Mnet           | Thí sinh    |            |        |
| 2022 | M Countdown      | Mnet           | MC đặc biệt | 20 tháng 1 | [ 13 ] |